# 1992 UN2
1992 UN2 är en asteroid i huvudbältet som upptäcktes den 25 oktober 1992 av den japanska astronomen Nobuhiro Kawasato i Uenohara.
Asteroiden har en diameter på ungefär 3 kilometer och den tillhör asteroidgruppen Nysa.